# Lorenz Christian Köhler
Lorenz Christian Köhler (geboren 16. Mai 1972 in Eisenach) ist ein deutscher Schauspieler, Regisseur und Produzent.

## Leben
Er studierte von 1995 bis 2000 an der Hochschule für Schauspielkunst „Ernst Busch“ Berlin. Von 1999 bis 2001 war er bei Peter Stein engagiert und spielte in dessen Faust-Projekt. Er war als Gast am Hans-Otto-Theater Potsdam, am DNT Weimar und am Maxim-Gorki-Theater Berlin engagiert. 2004 gründete er zusammen mit seiner Frau Nanda Ben Chaabane die eigene Theater- und Filmproduktionsfirma drehbühne berlin. Er führte Regie und spielte in der Debütinszenierung der drehbühne berlin „Der kleine Prinz“, nach Antoine de Saint-Exupéry, die seit 2008 u. a. im Berliner Admiralspalast und auf Tournee gezeigt wurde. Unter seiner Regie entstand die Koproduktionen mit dem Berliner Schlosspark Theater von Dieter Hallervorden „Der kleine König Dezember“, nach Axel Hacke. Kurz vor der Premiere verstarb der Hauptdarsteller des Stücks Dirk Bach. Die Rolle wurde von Gustav Peter Wöhler übernommen. Köhler führte Regie bei der Neil Simon Produktion am Schlosspark Theater „Rose und ihr hilfreicher Geist“ (mit Nanda Ben Chaabane, Michaela May, Jürgen Heinrich u. a.), bei der Theater-Uraufführung des Romans von Klaus Kordon „Krokodil im Nacken“, die im ehemaligen Stasi-Untersuchungsgefängnis, der Gedenkstätte Berlin-Hohenschönhausen Premiere hatte, bei der Stummfilm-Theaterproduktion „Verrückte Zeiten - eine Hommage an Charlie Chaplin“, sowie bei der Theater-Safari „Das Dschungelbuch“, die von 2016 bis 2018 in den Tropenhäusern des Botanischen Gartens Berlin gezeigt wurde und 2018 zu den Ruhrfestspielen eingeladen war. Lorenz Christian Köhler wirkte in zahlreichen Film- und Fernsehproduktionen als Schauspieler mit. Er führte Filmregie bei der Filmadaption von "Der kleine Prinz" (2011), bei dem Dokumentarfilm "Ich träum von einer fremden Welt" (2017), sowie beim Independent-Kurzfilm "Mütter" (2018). Lorenz Christian Köhler hat fünf Kinder und lebt mit seiner Frau Nanda Ben Chaabane in Berlin.